# Batalla de Martorell
La batalla de Martorell se libró en 1641 durante la sublevación de Cataluña.

## Antecedentes
En la primavera de 1640, Francesc de Tamarit fue encarcelado acusado de no facilitar alojamientos a las levas acuarteladas en Cataluña. El 22 de mayo, los campesinos sublevados entraron en Barcelona y lo pusieron en libertad. El 7 de junio del mismo año, en el Corpus de Sangre, grupos de segadores entraron de nuevo en la ciudad y asesinaron al virrey de Cataluña Dalmau III de Queralt.
En septiembre, el ejército de Felipe IV de España, comandado por Pedro Fajardo, marqués de los Vélez, ocupó Tortosa, y, en diciembre, después de la batalla de Cambrils, la ciudad de Tarragona, avanzando en dirección a Barcelona.
Los catalanes decidieron plantar cara en Martorell, que se convirtió en cuartel de los sublevados después de que Roger de Bossost, barón de Espenán, rindiera la ciudad de Tarragona y huyera con sus tropas a Francia.
Las tropas que defendieron Martorell eran tropas francesas no comprendidas en la rendición de Tarragona de Monsieur de Espenan y catalanas:
- El Tercio de Barcelona de Monseñor Pere Joan Rosell (Conseller terç de Barcelona) con la Bandera de Santa Eulàlia.
- un "Tercio" de la ciudad de Vic del Conseller Quart Francesc de Molist con unos 700 hombres divididos en compañías.
- El Tercio de la vegueria y ciudad de Manresa del Coronel Gerónimo Torner
- El Tercio de la Vegueria de Barcelona del Maestre de Campo José Sant Climent y de Corbera
- El Tercio de Hostalric y Vizcondados de Cabrera y Bas Maestre de Campo José de Arlés
- El Tercio de Piera del Maestre de Campo Francisco de Sentmenat
- Las tropas de Diego de Vergós con 700 almugávares (Miquelets)

- la compañía de corazas de Vilaplana con 60 caballeros bisoños (Parets, MHE nº22 Lib. I Cap. 89 p. 41)
- la compañía de caballos de Pinós
- la compañía de caballos de Ardena (Dardena?)
- la compañía de caballos de Manuel de Sentmenat
- la compañía (de nueva formación) de la Diputación

En total las 5 compañías 300 caballos
- las compañías de caballería del Comendador Enric Joan y el alcalde de Flassà venidas desde el Ampurdán al mando del diputado Francesc de Tamarit.

- el regimiento de Monsieur de Serignan de unos 800 hombres (Marimón), francés.

- 300 caballos franceses (Marimón y Parets).

En total 8.000 hombres, 800 caballos (Marimón) y 4 cañones.
Se hace leva (Parets, MHE nº22 Lib. I Cap. 89 p. 45) el 20 de enero de:
- los somatenes del Valles
- la compañía de caballos de Borell (acabada de montar)
- Tercio de 700 hombres de las cofradías religiosas, clérigos y estudiantes con la Bandera de San Ramón
- Trozo de 800 peones y 400 caballos de Sariñá (Sarriá?)

Estas tropas no intervienen en la batalla

## La batalla
El Marqués de los Vélez envió un importante contingente de tropas el día 20 de enero de 1641 por Gélida y Castellví de Rosanes, que tenían que cortar la posible retirada catalana por la orilla derecha del Llobregat, que serían rechazados por los migueletes comandados por Dídac Vergós.
El día 21, el grueso del ejército castellano llegó al Llobregat, provocando la retirada catalana de Martorell, atravesando el Puente del Diablo y cubiertos por la artillería francesa, con el fin de no quedar aislados. Los castellanos entraron en la villa provocando una nueva masacre. Al parecer el Marqués de los Vélez estaba particularmente enojado con la rebelión de sus vasallos de Martorell. Cuando la caballería castellana atravesó el Llobregat, los catalanes y franceses tuvieron que retirarse a Barcelona.
Los catalanes perdieros 2 piezas de artillería y 4 mansfelts.
Según las crónicas reales eran 12 o 14.000 enemigos, empezando las escaramuzas por las cumbres y por el estradon real, huyeron y se echaron al río, hablan de muchos muertos y ahogados enemigos. Seguidamente se entró por asalto a Martorell y se degolló 300 enemigos, por 3 muertos y 6 heridos propios. El Duque de San Jorge, hijo de Torrecuso, les siguió camino de Barcelona (Antología bélica de Felipe IV vol. IV).

## Consecuencias
La derrota en Martorell, y con la presencia del ejército español a las puertas de Barcelona, llevó a los catalanes a proclamar Conde de Barcelona a Luis XIII de Francia el 23 de enero, el cual enviaría a un ejército a Cataluña para apoyar a sus nuevos súbditos, que derrotarían al ejército comandado por el Marqués de los Vélez unas semanas más tarde en la batalla de Montjuic.